# Pływanie na Mistrzostwach Świata w Pływaniu 2019 – 4 × 100 m stylem zmiennym kobiet
Sztafeta 4 × 100 m stylem zmiennym kobiet – jedna z konkurencji, która odbyła się podczas Mistrzostw Świata w Pływaniu 2019. Eliminacje i finał miały miejsce 28 lipca.
Mistrzyniami świata zostały Amerykanki. Sztafeta w składzie: Regan Smith, Lilly King, Kelsi Dahlia i Simone Manuel ustanowiła nowy rekord świata (3:50,40). Na pierwszej zmianie sztafety Smith czasem 57,57 pobiła także rekord globu na dystansie 100 m stylem grzbietowym, uzyskawszy po raz pierwszy w historii wynik poniżej 58 sekund. Srebrny medal zdobyły Australijki (3:53,42), a brąz wywalczyły reprezentantki Kanady, które poprawiły rekord swojego kraju (3:53,58).

## Rekordy
Przed zawodami rekordy świata i mistrzostw wyglądały następująco:
| Rekord                   | Reprezentacja     | Czas    | Miejsce      | Data             |
| ------------------------ | ----------------- | ------- | ------------ | ---------------- |
| Rekord świata            | Stany Zjednoczone | 3:51,55 | Budapeszt    | 30 lipca 2017    |
| Rekord mistrzostw świata | Stany Zjednoczone | 3:51,55 | Budapeszt    | 30 lipca 2017    |
| Rekord świata juniorek   | Kanada            | 3:58,38 | Indianapolis | 28 sierpnia 2017 |

W trakcie zawodów ustanowiono następujące rekordy:
| Data     | Etap konkurencji | Reprezentacja                                                                                                 | Czas    | Rekord |
| -------- | ---------------- | --- | ------- | ------ |
| 28 lipca | finał            | Stany Zjednoczone · Regan Smith (57,57) · Lilly King (1:04,81) · Kelsi Dahlia (56,16) · Simone Manuel (51,86) | 3:50,40 | ,      |

## Wyniki

### Eliminacje
Eliminacje rozpoczęły się 28 lipca o 11:07 czasu lokalnego.
| Miejsce | Wyścig | Tor | Państwo           | Zawodniczki | Czas    | Uwagi |
| ------- | ------ | --- | ----------------- | --- | ------- | ----- |
| 1.      | 2      | 4   | Stany Zjednoczone | Olivia Smoliga (58,79) Melanie Margalis (1:06,40) Katie McLaughlin (57,15) Mallory Comerford (53,05)           | 3:55,39 | Q     |
| 2.      | 3      | 4   | Australia         | Kaylee McKeown (59,44) Jessica Hansen (1:06,99) Brianna Throssell (58,28) Madison Wilson (53,48)               | 3:58,19 | Q     |
| 3.      | 2      | 6   | Włochy            | Margherita Panziera (1:00,56) Arianna Castiglioni (1:06,68) Ilaria Bianchi (57,54) Federica Pellegrini (53,57) | 3:58,35 | Q     |
| 4.      | 3      | 3   | Kanada            | Kylie Masse (58,98) Kierra Smith (1:08,61) Rebecca Smith (58,04) Taylor Ruck (53,00)                           | 3:58,63 | Q     |
| 5.      | 3      | 7   | Chiny             | Fu Yuanhui (1:00,01) Yu Jingyao (1:07,28) Wang Yichun (58,13) Zhu Menghui (53,84)                              | 3:59,26 | Q     |
| 6.      | 2      | 1   | Szwecja           | Michelle Coleman (1:01,41) Sophie Hansson (1:07,33) Louise Hansson (57,43) Sarah Sjöström (53,23)              | 3:59,40 | Q     |
| 7.      | 3      | 6   | Wielka Brytania   | Georgia Davies (1:00,32) Molly Renshaw (1:08,00) Alys Thomas (58,77) Anna Hopkin (52,65)                       | 3:59,74 | Q     |
| 8.      | 2      | 5   | Japonia           | Natsumi Sakai (1:00,16) Reona Aoki (1:07,65) Hiroko Makino (58,17) Rika Omoto (53,89)                          | 3:59,87 | Q     |
| 9.      | 2      | 2   | Niemcy            | Laura Riedemann (1:00,20) Anna Elendt (1:08,74) Angelina Köhler (57,95) Jessica Steiger (54,02)                | 4:00,91 |       |
| 10.     | 3      | 2   | Holandia          | Kira Toussaint (1:00,04) Tes Schouten (1:08,45) Kim Busch (59,90) Femke Heemskerk (53,03)                      | 4:01,42 |       |
| 11.     | 3      | 8   | Szwajcaria        | Nina Kost (1:02,49) Lisa Mamie (1:06,80) Alexandra Touretski (58,68) Maria Ugolkova (53,88)                    | 4:01,85 | NR    |
| 12.     | 3      | 5   | Rosja             | Darja Waskina (1:01,08) Anna Belousova (1:08,47) Swietłana Czimrowa (58,33) Darja S Ustinowa (54,38)           | 4:02,26 |       |
| 13.     | 1      | 5   | Korea Południowa  | Im Da-sol (1:00,44) Back Su-yeon (1:08,70) Park Ye-rin (58,84) Jeong So-eun (55,40)                            | 4:03,38 | NR    |
| 14.     | 2      | 7   | Hongkong          | Stephanie Au (1:01,12) Yeung Jamie Zhen Mei (1:08,92) Chan Kin Lok (1:00,45) Siobhan Haughey (53,03)           | 4:03,52 |       |
| 15.     | 2      | 8   | Polska            | Alicja Tchórz (1:00,97) Weronika Hallmann (1:08,88) Paulina Nogaj (59,51) Katarzyna Wasick (54,91)             | 4:04,27 |       |
| 16.     | 2      | 3   | Dania             | Mie Nielsen (1:01,79) Matilde Schroder (1:08,74) Jeanette Ottesen (58,55) Julie Kepp Jensen (55,25)            | 4:04,33 |       |
| 17.     | 2      | 0   | Południowa Afryka | Mariella Venter (1:02,84) Tatjana Schoenmaker (1:07,16) Tayla Lovemore (59,34) Emma Chelius (55,78)            | 4:05,12 |       |
| 18.     | 1      | 3   | Finlandia         | Mimosa Jallow (1:01,20) Ida Hulkko (1:07,35) Jenna Laukkanen (1:00,53) Laura Lahtinen (56,42)                  | 4:05,50 |       |
| 19.     | 3      | 1   | Węgry             | Katalin Burián (1:00,83) Anna Sztankovics (1:08,96) Liliána Szilágyi (59,25) Evelyn Verrasztó (56,57)          | 4:05,61 |       |
| 20.     | 1      | 4   | Turcja            | Ekaterina Avramova (1:01,95) Wiktorija Zeynep Güneş (1:09,01) Aleyna Özkan (59,42) Selen Özbilen (55,34)       | 4:05,72 | NR    |
| 21.     | 3      | 0   | Singapur          | Quah Jing Wen (1:05,07) Christie May Chue (1:11,02) Quah Ting Wen (59,95) Cherlyn Yeoh (55,34)                 | 4:11,67 |       |

### Finał
Finał rozpoczął się 28 lipca o 21:56 czasu lokalnego.
| Miejsce | Tor | Państwo           | Zawodniczki                                                                                              | Czas    | Uwagi |
| ------- | --- | ----------------- | --- | ------- | ----- |
| 1. !    | 4   | Stany Zjednoczone | Regan Smith (57,57) Lilly King (1:04,81) Kelsi Dahlia (56,16) Simone Manuel (51,86)                      | 3:50,40 | WR    |
| 2. !    | 5   | Australia         | Minna Atherton (59,06) Jessica Hansen (1:06,08) Emma McKeon (56,32) Cate Campbell (51,96)                | 3:53,42 |       |
| 3. !    | 6   | Kanada            | Kylie Masse (59,12) Sydney Pickrem (1:06,42) Margaret MacNeil (55,56) Penny Oleksiak (52,48)             | 3:53,58 | NR    |
| 4.      | 3   | Włochy            | Margherita Panziera (59,77) Martina Carraro (1:06,87) Elena Di Liddo (57,33) Federica Pellegrini (52,53) | 3:56,50 | NR    |
| 5.      | 2   | Chiny             | Chen Jie (1:00,89) Yu Jingyao (1:06,42) Zhang Yufei (56,44) Yang Junxuan (53,36)                         | 3:57,11 |       |
| 6.      | 8   | Japonia           | Natsumi Sakai (59,48) Reona Aoki (1:06,58) Hiroko Makino (58,22) Rika Omoto (53,86)                      | 3:58,14 |       |
| 7.      | 7   | Szwecja           | Michelle Coleman (1:01,42) Sophie Hansson (1:07,20) Louise Hansson (57,23) Sarah Sjöström (52,54)        | 3:58,39 |       |
| 8.      | 1   | Wielka Brytania   | Georgia Davies (59,55) Molly Renshaw (1:07,72) Alys Thomas (58,56) Freya Anderson (53,55)                | 3:59,38 |       |